# Nitroguanidine
La nitroguanidine, également appelée picrite est un composé chimique explosif utilisé dans les poudres sans fumée où il diminue la flamme en sortie de canon et diminue l'érosion du canon. C'est un solide cristallin incolore, non directement inflammable, qui a une très faible sensibilité explosive mais une vitesse de détonation élevée.

## Production
La nitroguanidine a été synthétisée pour la première fois en 1877 par nitration de la guanidine alors obtenue très difficilement par extraction du guano. Depuis les années 1930, elle est produite industriellement par déshydratation par l'acide sulfurique du nitrate de guanidine lui même obtenu par réaction de la cyanamide ou du dicyandiamideet du nitrate d'ammonium,,. On peut également produire le nitrate de guanidine à partir d'urée et de nitrate d'ammonium avec un catalyseur de dioxyde de silicium. Cependant, en raison de problèmes de fiabilité et de sécurité, ce procédé n'a jamais été commercialisé malgré ses caractéristiques économiques attrayantes.
En laboratoire, on peut la préparer à partir d'urée O=C(NH2)2 et d'acide sulfamique H3NSO3 pour obtenir du sulfate de guanidine subséquemment nitré en nitroguanidine

## Applications

### Poudres sans fumée
La nitroguanidine est utilisée comme composant dans les poudres triple-base c'est-à-dire à base de nitrocellulose, nitroglycérine et un dérivé aminé comme la nitroguanidine. Elle y est utilisée pour réduire la température du flash sans affecter la pression de détonation. La nitroguanidine est incorporée sous forme d'une fine suspension dans des poudres sans fumée contenant nitrocellulose,nitroglycérine et souvent centralite (en). Ces poudres sont moins énergiquement denses que les poudres double-base mais érodent moins le canon des armes à feu.
Dans ces conditions, l'addition de la nitroguanidine dans la poudre permet de diminuer la flamme à la bouche du canon malgré une production accrue de fumée,.
La nitroguanidine entre également dans la composition de poudres spécifiques dites à faible sensitivité (LOVA). Ces poudres propulsives ne déflagrent ni ne détonent lorsqu'elles sont soumise à la chaleur ou aux chocs ou atteintes par des charges creuses et sont donc plus sécuritaires. La nitroguanidine remplace alors des explosifs comme le HMX et est liée à un liant comme la nitrocellulose ou le nitrate de polyvinyle et des plastifiants.

### Astronautique
Un effet similaire peut être obtenu avec la nitroguanidine dans un propergol composite à poudre d'aluminium (tel que les PCPA) pour préserver la poussée tout en limitant la température dans la chambre de combustion.

### Autres
- La nitroguanidine et ses dérivés peuvent être utilisés comme insecticides, avec un effet comparable à celui de la nicotine.
- L'effet mutagène de la nitroguanidine peut être utilisé en laboratoire dans les études sur les biosynthèses bactériennes.

## Articles liés
- Propergol composite
- Propergol composite à perchlorate d'ammonium (PCPA)